# 花郎台駅 (ソウル交通公社)
花郎台駅（ファランデえき）は大韓民国ソウル特別市蘆原区孔陵洞にある、ソウル交通公社6号線の駅である。駅番号は646。
ソウル女大入口という副駅名がある。

## 歴史
- 2000年8月7日 - ソウル特別市都市鉄道公社（当時）6号線の駅として開業。
- 2017年5月31日 - ソウル特別市都市鉄道公社とソウルメトロが統合され、ソウル交通公社の駅となる。

## 駅構造
相対式ホーム2面2線の地下駅。

### のりば
案内上ののりば番号は設定されていない。
| 上り | 6号線 | 泰陵入口・石渓・高麗大・三角地・ワールドカップ競技場・鷹岩方面 |
| 下り | 6号線 | 烽火山・新内方面                                               |

## 利用状況
近年の一日平均利用人員推移は下記のとおり。なお、2000年は開業日の8月7日から12月31日までの147日間の平均である。
| 路線  | 路線     | 2000年 | 2001年 | 2002年 | 2003年 | 2004年 | 2005年 | 2006年 | 2007年 | 2008年 | 2009年 | 出典  |
| ----- | -------- | ------ | ------ | ------ | ------ | ------ | ------ | ------ | ------ | ------ | ------ | ----- |
| 6号線 | 乗車人員 | 4,125  | 8,781  | 11,092 | 11,599 | 12,309 | 11,954 | 11,862 | 11,637 | 11,396 | 11,159 | [ 1 ] |
| 6号線 | 降車人員 | 3,281  | 6,599  | 8,276  | 8,925  | 9,876  | 10,005 | 9,966  | 9,855  | 9,744  | 9,469  | [ 1 ] |
| 6号線 | 乗降人員 | 7,407  | 15,380 | 19,368 | 20,525 | 22,185 | 21,959 | 21,828 | 21,492 | 21,140 | 20,628 | [ 1 ] |
| 路線  | 路線     | 2010年 | 2011年 | 2012年 | 2013年 | 2014年 | 2015年 |        |        |        |        | [ 1 ] |
| 6号線 | 乗車人員 | 11,525 | 11,669 | 12,248 | 13,141 | 13,470 | 13,436 |        |        |        |        | [ 1 ] |
| 6号線 | 降車人員 | 9,494  | 9,432  | 9,662  | 10,059 | 10,267 | 10,160 |        |        |        |        | [ 1 ] |
| 6号線 | 乗降人員 | 21,018 | 21,101 | 21,910 | 23,200 | 23,737 | 23,596 |        |        |        |        | [ 1 ] |

## 駅周辺
- ソウル女子大学校
- 陸軍士官学校
- 泰陵選手村
- 三育大学校（朝鮮語版）
- 孔陵中学校（朝鮮語版）
- ソウル泰郎初等学校（朝鮮語版）
- 泰郎中学校（朝鮮語版）
- ソウル泰陵初等学校（朝鮮語版）
- 中浪区立情報図書館（朝鮮語版）
- 元墨中学校（朝鮮語版）
- ソウル元墨初等学校（朝鮮語版）
- 泰陵高等学校（朝鮮語版）

## 隣の駅
ソウル交通公社
 6号線
泰陵入口駅 (645) - 花郎台駅 (646) - 烽火山駅 (647)